# Lac de Sneek
Le lac de Sneek ou de Snits (en frison, Snitser Mar, en néerlandais, Sneekermeer) est un lac néerlandais de la province de Frise.

## Géographie

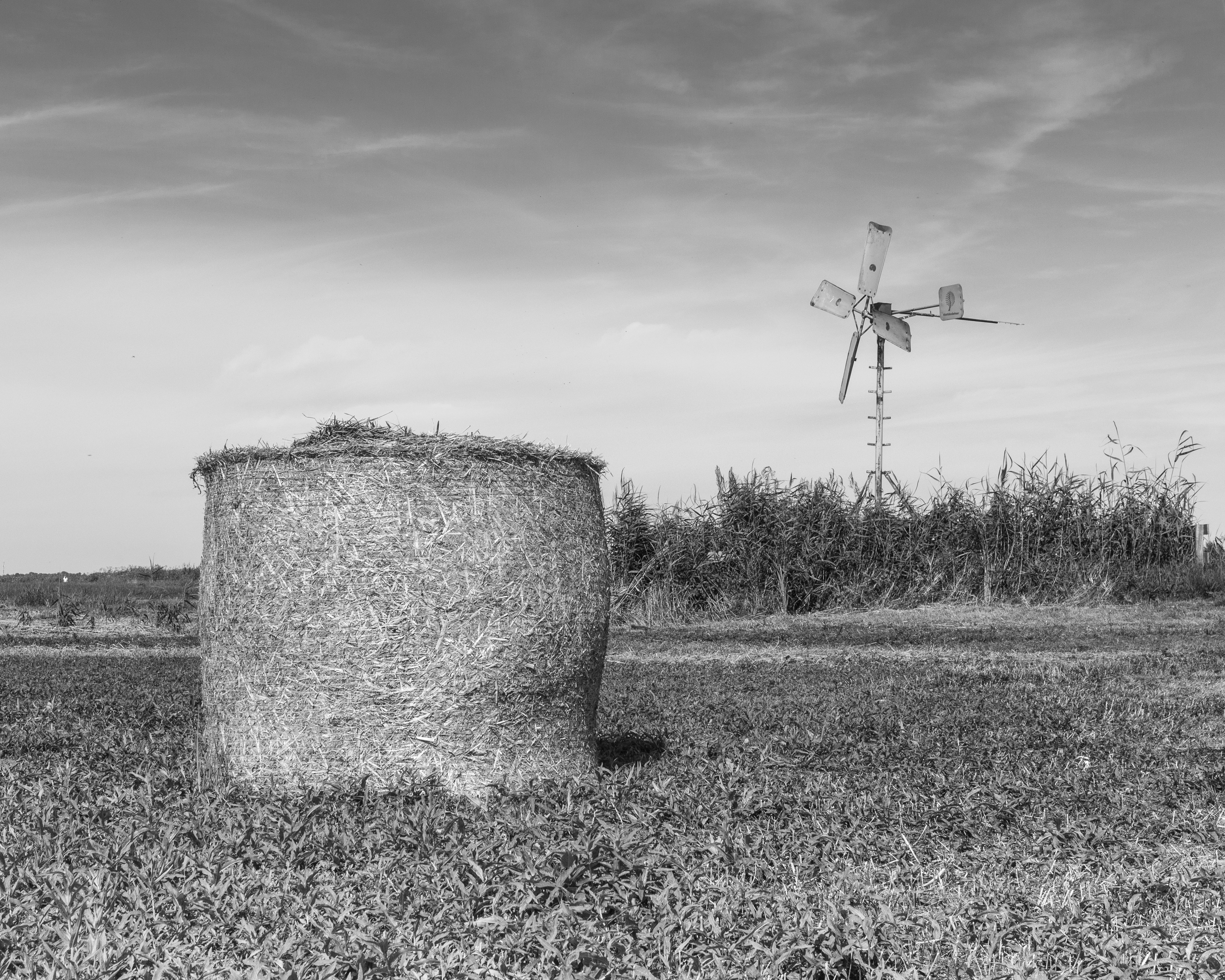
Botte d'herbes dans le parc du lac de Sneek. Août 2018.

Situé dans le centre de la province de Frise, à l'est de la ville de Sneek, le lac est partagé entre les communes de De Fryske Marren, avec les villages de Goingarijp et Terherne à l'est, Leeuwarden, avec le village de Jirnsum au nord et Súdwest-Fryslân, avec les villages d'Offingawier et d'Uitwellingerga à l'ouest.

## Histoire
Le lac est né au Moyen Âge de l'extraction de la tourbe. Aujourd'hui, il constitue un lieu destiné principalement aux activités nautiques et possède plusieurs marinas.